# Bukit Garot
Bukit Garot är en kulle i Indonesien.   Den ligger i provinsen Aceh, i den västra delen av landet, 1 600 km nordväst om huvudstaden Jakarta. Toppen på Bukit Garot är 73 meter över havet.
Terrängen runt Bukit Garot är kuperad åt sydväst, men åt nordost är den platt. Trakten runt Bukit Garot är nära nog obefolkad, med mindre än två invånare per kvadratkilometer. I omgivningarna runt Bukit Garot växer i huvudsak städsegrön lövskog.